# Fort Brioni Minor
Fort Brioni Minor je obalna oklopna utvrda na Malom Brijunu koju je izgradila [[Austro-Ugarska Monarhija]] krajem 19. stoljeća radi zaštite glavne luke svoje ratne mornarice. Utvrda se nalazila u sektoru VIII Obalne regije Pula (njem. Küstenabschnitt Pola), a klasificirana je kao obalna oklopna utvrda (njem. Werk (Küstenfort) mit Panzer).
Fort Brioni Minor je uz Fort Tegetthoff na Brijunučinio najzapadnije utvrde prvog sustava obrane Austro-ugarske monarhijske ratne luke u Puli. Utvrda se gradila tijekom posljednjih pet godina devetnaestog stoljeća te je nakon završetka gradnje postala najvećom Austro-ugarskom monarhijskom utvrdom na Jadranu.
Dimenzije utvrde iznosile su 175 x 90 m, a u njoj je boravila posada od 12 časnika i 530 vojnika. Utvrda se prostire na površini od 15.750 m2, a štitilo ju je 20 topova velikog dometa.
Utvrda je bila pod vojskom do 2001. godine, a od tada se u njoj ljeti održavanju predstave koristi--- Ulysses-a na kojoj se prikazuju predstave poput: Kralja Leara, Medeje, Hamleta...

## Više informacija
- Pulske fortifikacije
- Nacionalna udruga za fortifikacije Pula
- Povijest Pule
- Pula

## Vanjske poveznice
|  | Zajednički poslužitelj ima još gradiva o temi Fort Brioni Minor |